# Гёбель, Райнхард
Райнхард Гёбель (нем. Reinhard Goebel; род. 31 июля 1952, Зиген, земля Северный Рейн — Вестфалия), немецкий скрипач и дирижёр, представитель движения аутентичного исполнительства.
Учился игре на скрипке в Кёльнской консерватории у Франца-Йозефа Майера, стажировался в Амстердаме у скрипачей Эдуарда Мелькуса и Марии Леонхардт. Изучал историю музыки в Кёльнском университете. В 1973 году основал в Кёльне ансамбль «Musica Antiqua Köln», главным образом, для аутентичного исполнения инструментальной музыки барокко. Международное признание коллективу принесло выступление на международном Баховском фестивале в Лондоне, в 1978 году. До 2005 активно гастролировал и записывался с этим ансамблем, а также (до 1990) как солист-скрипач. Исполнения Гёбеля и его коллектива отличаются чрезвычайной живостью, более быстрыми, чем это принято в академических традициях, темпами, точностью интонации (несмотря на трудности исполнительской техники на натуральных духовых инструментах). Преподавал в зальцбургском Моцартеуме, на курсах Оркестровой академии Берлинского филармонического оркестра. Ныне гастролирует, главным образом, как приглашённый дирижёр в Европе; в основе репертуара — немецкая музыка барокко и венская классика XVIII века. Занимается также редактированием и изданием мало известной барочной музыки (в том числе ряда сочинений И. Д. Хайнихена).
Среди многих аудиозаписей (сольных и в составе «Musica Antiqua»): «Бранденбургские концерты» и другая оркестровая музыка И. С. Баха, Г. Ф. Телемана (в том числе полный комплект «Застольной музыки» [Tafelmusik]), сыновей Баха, Ф. Куперена, «Стихии» Ж.-Ф. Ребеля, сонаты-мистерии для скрипки и цифрованного баса И. Бибера, вся скрипичная музыка Баха.

## Научные труды
- Goebel R. Fragen der instrumentalen Solo- und Ensemblepraxis Bachs // Johann Sebastian Bachs Spätwerk und dessen Umfeld, hrsg. v. Ch. Wolff. Kassel, New York: Bärenreiter, 1988, S. 84 ff.